# Terrellova rotacija
Terrellova rotacija ili Terrellov učinak je naziv matematičkog i fizikalnog učinka. Terrelova rotacija je distorzija slike koja se, prema posebnoj teoriji relativnosti javlja kod objekta koji prolazi pokraj promatrača pri brzini koja je vrlo blizu brzini svjetlosti. Pojavu su neovisno jedan o drugome opisali James Terrell i Roger Penrose 1959. godine. Pojavu je primijetio još 1924. austrijski fizičar Anton Lampa. Zbog starih sporova o prioritetu i pravičnoj atribuciji, učinak se još naziva Penrose-Terrellovim učinkom, Terrell-Penroseovim učinkom ili Lampa-Terrell-Penroseovim učinkom. 
Budući da objekt ne izgleda izobličen (distorziran) nego samo rotiran, ovo izobličenje je odigralo veliku ulogu u odbacivanju Lorentzovog skraćivanja. Postavka vrijedi u potpunosti samo kod tijela koja su dovoljno daleko jedna od drugog, a da promatrač gleda smjer gibanja tijela pod pravim kutom.
Prema posebnoj teoriji relativnosti, tijelo u gibanju se skraćuje za recipročnu vrijednost Lorentzovog faktora {\displaystyle \gamma }:
{\displaystyle L={\frac {1}{\gamma }}L_{0}={\sqrt {1-{\frac {v^{2}}{c^{2}}}}}L_{0}}
Prema toj tezi promatraču koji se kreće brzinom bliskoj brzini svjetlosti sferični objekti izgledali bi kao elipsoidni oblici, što ne odgovara istini. Jednostavno objašnjenje glasi: kada promatrač gleda fotografiju tijela on u stvari vidi kvante svjetlosti koji su istovremeno stigli do fotografskog filma. Kvanti svjetlosti nisu odaslani istovremeno jer su neki više udaljeni i trebalo im je više vremena da bi stigli do fotografskog filma. Dijelovi objekta koji promatramo ne odašilju istovremeno kvante svjetlosti. Udaljeniji dijelovi odašilju ranije nego oni dijelovi tijela koji su bliži promatraču. Kad se tijelo koje promatramo kreće vrlo velikom brzinom koja je usporediva s brzinom svjetlosti, promatrač će vidjeti iskrivljenu sliku tog tijela, zbog toga što je tijelo bilo na različitim mjestima kada je odašiljalo svjetlost koju je fotografija zabilježila na različitim dijelovima.